# Ursogastra
Ursogastra är ett släkte av fjärilar. Ursogastra ingår i familjen nattflyn.
Kladogram enligt Catalogue of Life:
| Ursogastra | \| \| Ursogastra bimaculata \| \| \| \| \| \| Ursogastra lunata \| \| \| \| \| \| Ursogastra quindiensis \| \| \| \| |
|            | \| \| Ursogastra bimaculata \| \| \| \| \| \| Ursogastra lunata \| \| \| \| \| \| Ursogastra quindiensis \| \| \| \| |
|            | Ursogastra bimaculata                                                                                                |
|            | |
|            | Ursogastra lunata |
|            | |
|            | Ursogastra quindiensis                                                                                               |
|            | |